# Cars: Lightning League
Cars: Lightning League es un videojuego de carreras desarrollado por PlaySide Studios y publicado por Disney Interactive Studios para iOS y Android el 15 de junio de 2017 y presenta personajes de la película Cars 3.

## Jugabilidad
En Cars: Lightning League, los jugadores compiten y completan ciertos objetivos en diferentes niveles, como recolectar potenciadores o romper cajas dentro de un límite de tiempo. Los jugadores también compiten contra ciertos oponentes, lo que requiere un tiempo preciso para adelantarse y ganar. Cada nivel tiene tres estrellas que el jugador puede lograr, dependiendo de qué tan bien complete el nivel. A medida que los jugadores completan niveles, ganan monedas, gemas y planos para subir de nivel a sus personajes o desbloquear otros nuevos.
El jugador puede subir de nivel su automóvil usando monedas para aumentar su velocidad máxima, aceleración y habilidad especial según el automóvil con el que juegue. También pueden usar gemas para comprar más monedas o desbloquear personajes inmediatamente por 50 gemas cada uno. Las gemas, a su vez, también se pueden adquirir a través de compras dentro de la aplicación.
También hay un límite con respecto a cuánto pueden jugar los jugadores a través de un sistema de combustible. A medida que un jugador juega cada nivel, pierde una cierta cantidad de combustible que puede recuperar esperando una cierta cantidad de tiempo o gastando gemas para maximizarlo de inmediato.

## Personajes

### Jugables
Hay un total de 10 personajes jugables en el juego hasta ahora. El jugador debe recopilar planos completando niveles para desbloquear personajes (hay 3 planos para desbloquear para cada personaje).
- Lightning McQueen
- Cruz Ramirez
- Jackson Storm
- Mater
- Ramone
- River Scott
- Louise Nash
- DJ
- Broadside
- APB

### No jugables
- Bobby Swift
- Brick Yardley
- Cal Weathers

## Curiosidades
- Cars: DJ, un personaje de la primera película de Cars, pero que no estaba en la tercera película, se puede jugar en este juego.
- Cars 3: los jugadores viajan a través de niveles establecidos en Radiator Springs, Fireball Beach y Thunder Hollow. Cruz Ramírez también luce sus colores de carreras Dinoco en el juego.